# Emma Albani
Emma Albani (Chambly, Quebec (Canadá), 1 de noviembre de 1847 - Londres-Inglaterra, 3 de abril de 1930) fue una cantante de ópera canadiense, y la primera en serlo una estrella internacional. Su repertorio se focalizaba en óperas de Mozart, Rossini, Donizetti, Bellini, y Wagner.
Su verdadero nombre era Marie-Louise Cécile Emma Lajeunesse, y sus padres el músico profesional Joseph Lajeunesse, y su esposa Mélina Mignault.. Su trayectoria fue muy precoz, puesto que se presentó en público por primera vez a los nueve años, como pianista cantante.
Viajó a Europa para perfeccionar su estilo. Debutó como soprano en 1870, en la ópera de Mesina (Italia), y a partir de entonces se sucedieron los éxitos por toda Europa: París, Florencia, Londres, Moscú, San Petersburgo.
Después de un esplendorosa carrera  se despidió de los teatros de ópera el 1896, aunque continuó cantando obras de repertorio hasta el 1911, año de su retirada definitiva.
Sus últimos años los pasó dedicada por completo a la docencia.

## Honores y legado

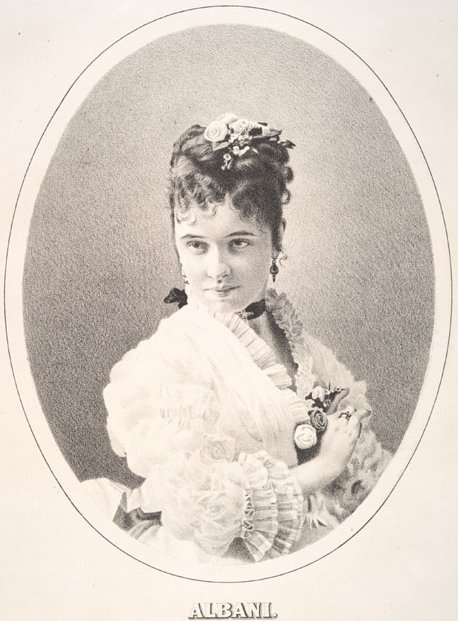
Emma Albani con el disfraz para el papel de Violetta en La Traviata

- 1897: Medalla de oro de la Royal Philharmonic Society, conocida como "Medalla Beethoven".[9]
- 1925: Dama Comendadora de la Orden del Imperio Británico.[10]

- 1939: Junta de Sitios y Monumentos Históricos de Canadá entronizó una placa en su solar natal. Y, en 1977, fue reemplazada con una estela.[9]

- 1980: Correos de Canadá commisionó un sello postal honrándola en su 50.º aniversario de su deceso. La estampilla la diseñó por el artista Huntley Brown, retratándola en su disfraz de Violetta en la ópera La Traviata.[11]

Albani es representada en un mural de vidrio de Frédéric Back, en la Estación Place-des-Arts en Montreal.

### Eponimia
Varias calles y lugares llevan su epónimo, en Quebec. Y, dos calles en Montreal también en su honor: la primera, rue Albani, desde 1912 (desapareció cuando se construyó una carreteras lo fusionó con otra calle. La segunda, avenue Albani, lo es desde el 19 de marzo de 1969 por el Consejo de la ciudad.